# Список жокеїв

## А

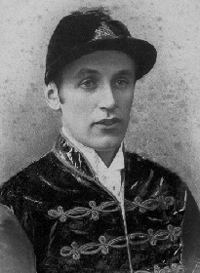
Фред Арчер

- Анна Лі Алдред
- Роббі Альбарадо
- Гонкаліно Альмеїда
- Кім Андерсен
- Кріс Антлей
- Едді Аркаро
- Джон Арнулл
- Сем Арнулл
- Кеш Асмуссен
- Боббі Ассері
- Адді Ахерн
- Фред Арчер

## Б

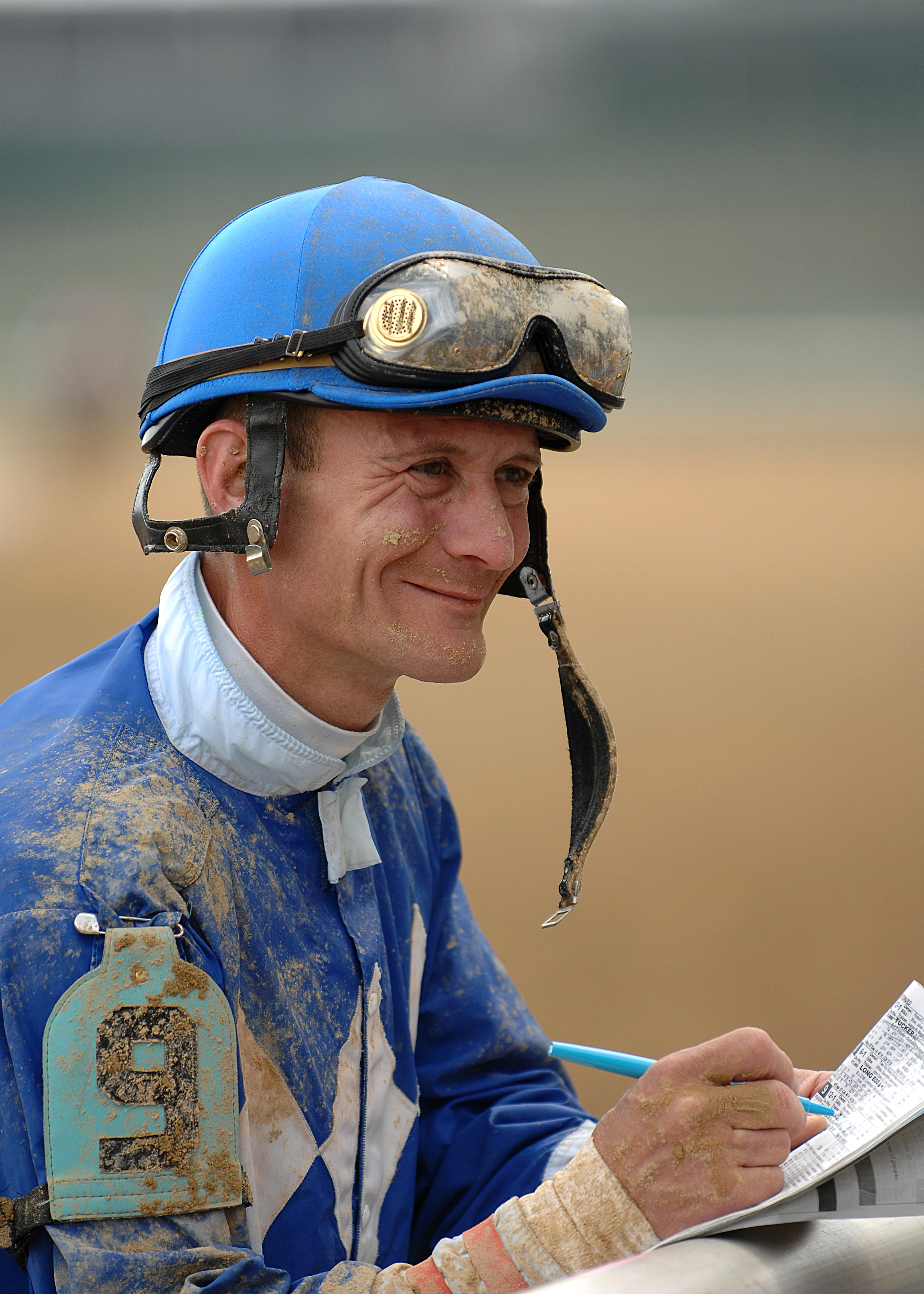
Келвін Борел

- Майкл Бейз
- Расселл Бейз
- Тайлер Бейз
- Мері Бейкон
- Джеррі Бейлі
- Кає Белл
- Рон Беррі
- Мартін Бечер
- Террі Біддлкомб
- Боббі Біслі
- Домінік Боеф
- Келвін Борел
- Глен Босс
- Джо Браво
- Донна Бартон Бразерс
- Падді Бреннан
- Шон Бріджмохан
- Скобі Бріслі
- Шарлотт Брю
- Вільям Буїк

## В
- Фулк Валвін
- Пат Валензуела
- Джозеф Вана
- Аліс Ван-Спрінгстіін
- Ясінто Васкез
- Джон Р. Веласкез
- Корнельйо Веласкез
- Томмі Вестон
- Джек Вестроуп
- Франсін Вілленью
- Емма-Джейн Вільсон
- Рік Вільсон
- Іван Вільямс
- Фред Вінтер
- Вільям Віслі
- Елайжа Вітлі
- Макл Вокер
- Рубі Волш
- Отто Вондерлі
- Харрі Врагг
- Вейн Д. Врайт
- Хедлі Вудхаус
- Джордж Вуульф

## Г
- Алан Гарсія
- Мартін Гарсія
- Баррі Герагті
- Кампбелл Гілліс
- Джош Гіффорд
- Авеліно Гомез
- Гарретт Гомез
- Жозефін Гордон
- Аарон Грайдер
- Марйо Гутьєррез

## Д

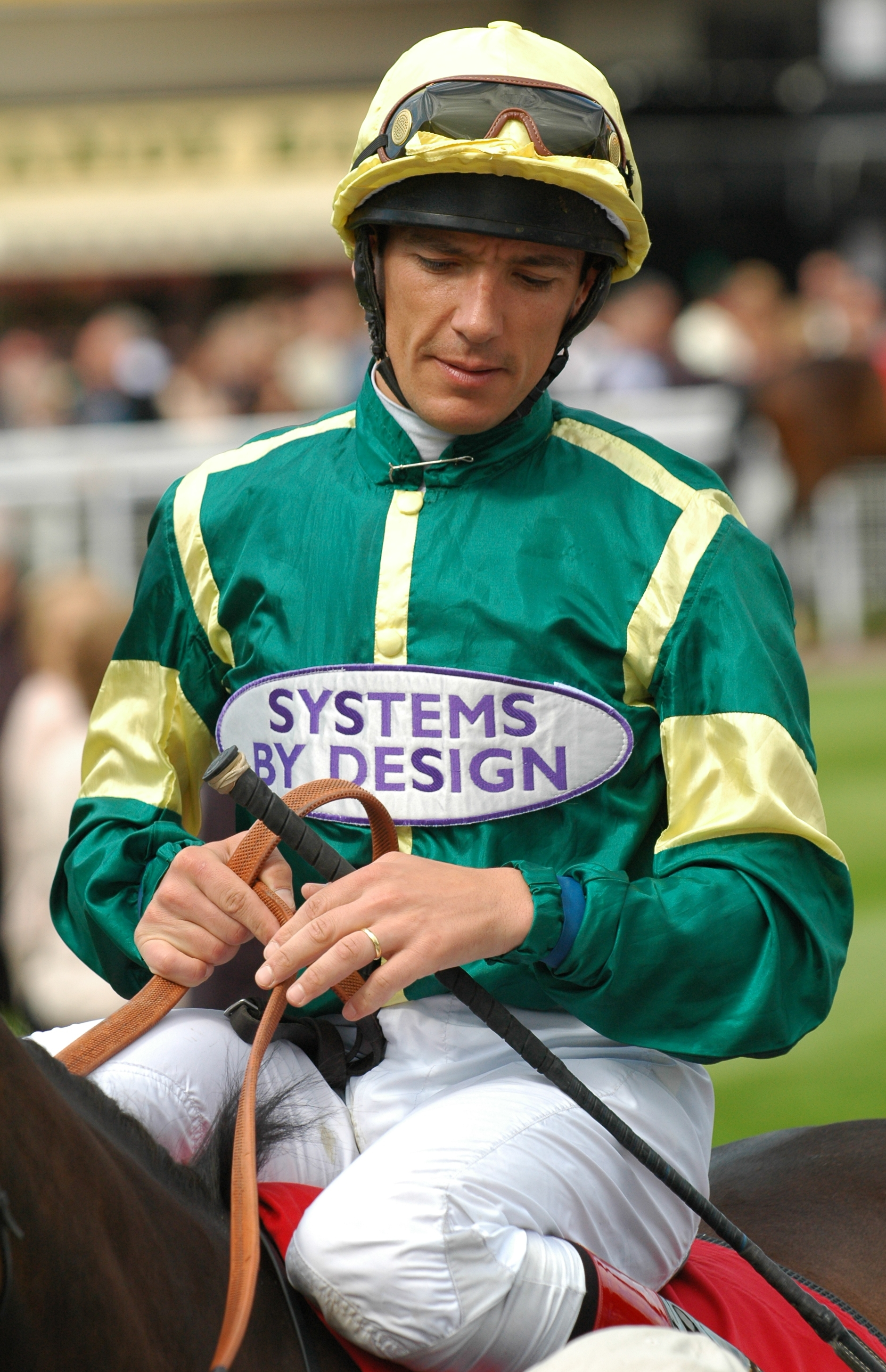
Френкі Детторі

- Річард Давуді
- Шейн Дай
- Мартін Дваєр
- Едді Делахауссає
- Кент Десормва
- Френкі Детторі
- Пат Дей
- Роббі Дейвіс
- Ванта Дейвіс
- Дериль Джейкоб
- Біллі Джейкобсон
- Річард Джонсон
- Гай Дісней
- Рамон Домінгез
- Стів Доногі
- Джіммі Дугган

## Е
- Масайоші Ебіна
- Пат Еддері
- Стюарт Елліотт
- Джек Ентоні
- Пенні Анн Ерлі
- Віктор Еспіноза

## І
- Ясунарі Івата

## Й
- Мануель Йказа
- Реймонд Йорк

## К

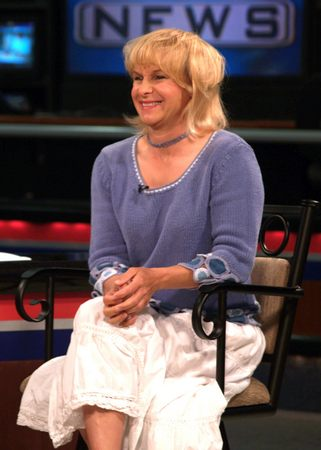
Джулі Кроун

- Джім Каллоті
- Девід Кампбелл
- Віллі Кан
- Чарлі Каннінгхам
- Ніна Карберрі
- Пол Карберрі
- Томмі Карберрі
- Еліза Карпентер (1851-1924)
- Віллі Карсон
- Г. Р. Картер
- Хесус Кастанон
- Хавєр Кастеллано
- Едді Кастро
- Стів Каузен
- Том Квіллі
- Джіммі Квінн
- Річард Квінн
- Ліззі Келлі
- Люк Керрі
- Майкл Кінане
- Ейбар Коа
- Дейві Кондон
- Енджел Кордеро Молодший
- Рей Кочрейн
- Джулі Кроун
- Жан Кружет
- Ентоні С. Круз
- Патрішія Куксей
- Браян Купер
- Панду Кхаде

## Л
- Лен Лангов
- Джефф Левіс
- Хосе Лезкано
- Джефф Лейдло
- Крістоф Лемайрі
- Жульєн Лепаруа
- Грахам Лі
- Карл Ллевеллін
- Лусьєн Лорін
- Томмі Лоатс
- Джонні Лонгден
- Джонні Лофтус
- Майк Луззі

## М
- Джейсон Магуаєр
- Кріс МакКаррон
- Тоні МакКой
- Раян Манья
- Раджіф Марагх
- Гарольд Расселл Меддок
- Манфред К. Л. Мен
- Джо Мерсер
- Ісаак Мерфі
- Річард Мігльйор
- Кірсті Мілчарек
- Джеймі Мур
- Джордж Мур
- Раян Мур
- Джонні Муртагх

## Н
- Корі Накатані
- Роузі Направнік
- Сурай Нарреду
- Пітер Нівен

## О
- Джозеф О'Браєн
- Джонджо O'Нілл
- Ленс O'Салліван
- Дам'єн Олівер
- Хенрі Олівер
- Ірад Ортіз Мол.

## П

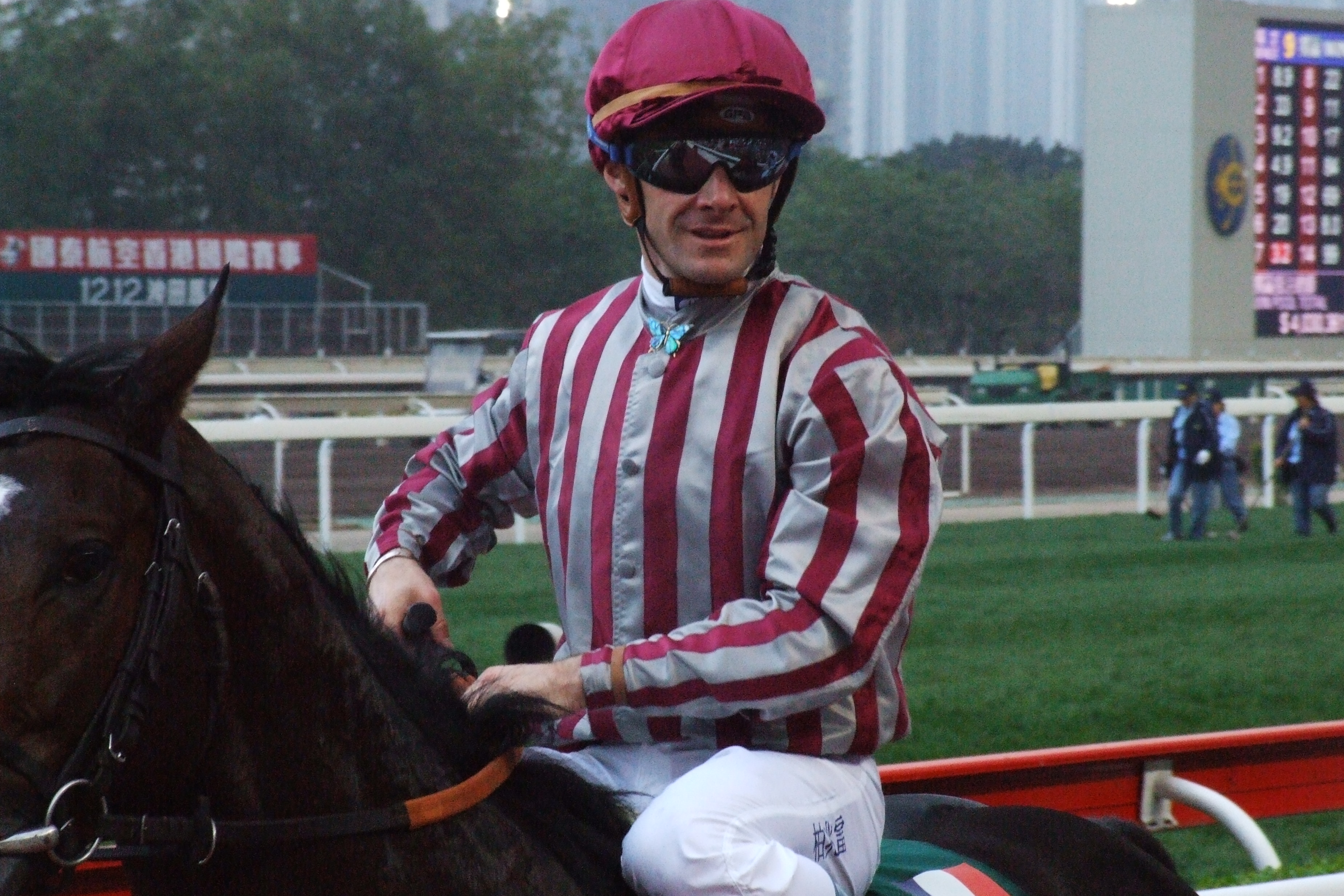
Олів'єр Песльєр

- Роббі Павер
- Стефан Паскір
- Мартін Педроза
- Т. Дж. Перейра
- Олів'єр Песльєр
- Лестер Пігготт
- Ясін Пілавкілар
- Лафііт Пінкей Молодший
- Ред Поллард
- Едгар Прадо
- Дейвід Проберт

## Р
- Дейві Расселл
- Кріс Расселл
- Джордж Рікардо
- Сер Гордон Річардс
- Віллі Робінсон
- Майкл Робертс
- Філіп Робінсон
- Ренді Ромеро
- Джоель Росаріо
- Катрі Роузенвдейл
- Джеремі Роус

## C

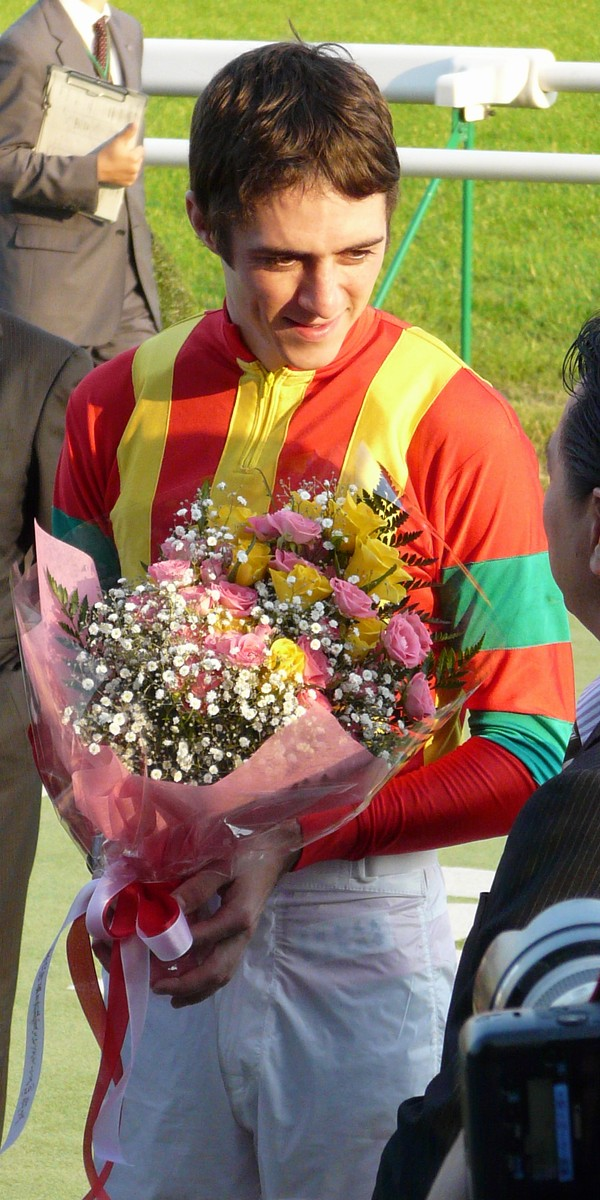
Крістоф Соуміллон

- Габріель Саез
- Жан-Люк Самун
- Хосе Сантос
- Емануель Хосе Санчез
- Волтер Свінберн
- Ів Сент-Мартін
- Цедрік Сежеон
- Евріко Роса да Сільва
- Білл Скелтон
- Боб Скелтон
- Пітер Скудамур
- Вірджинія Пінкі Сміт
- Майк Сміт
- Пат Смуллен
- Алекс Соліс
- Крістоф Соуміллон
- Сільвестре де Соуса
- Джеймі Спенсер
- І.С. Срінат
- Андраш Старк
- Гревілль Старкі
- Томмі Стек
- Джоржд Стерн
- Гарі Стівенс
- Кейла Стра
- Андреас Суборікс
- Шанталь Сузерланд

## Т
- Пат Тааффі
- Кошіро Таке
- Ютака Таке
- Джо Таламо
- Браян Тейлор
- Хейлі Тернер
- Брент Томпсон
- Террі Дж. Томпсон
- Ендрю Торнтон
- Ліам Тредвелл
- Рон Туркотт

## Ф
- Кірен Фаллон
- Мік Фітджеральд
- Браян Флетчер
- Давід Ромеро Флорес
- Фредді Фокс
- Річард Фокс
- Джіммі Форчун
- Джон Франком
- Дік Френсіс

## Х
- Сенді Хавлі
- Білл Хартак
- Патрік Хасбендс
- Саймон Хасбендс
- Сімі Хеффернан
- Рой Хіггінз
- Майкл Хіллс
- Річард Хіллс
- Деррилл Холланд
- Роузмарі Хомейстер Мол.
- Річард Хюджс

## Ч
- Джордж Чавез
- Джо Чайлдс
- Боб Чемпіон

## Ш
- Йошітомі Шібата
- Блейк Шінн
- Пітер Шірген
- Песі Шрофф
- Білл Шумейкер